# ルパン松谷
松谷 圭（まつたに けい、1982年4月13日 - ）は、日本の元プロレスラー。

## 経歴
2006年12月9日、DRAGON GATEの若手興行「DRAGON GATE NEX」でルパン三世をモチーフにしたルパン松谷（ギミック上はフランス出身）として対APEキマタ戦でデビュー。
12月17日、DRAGON GATE明石産業交流センター大会でDRAGON GATEに初登場。
2008年1月、腰を負傷して長期欠場。
12月21日、引退することを発表。
12月22日、DRAGON GATE NEXで引退セレモニーが行われた。
2019年9月30日のDRAGON GATE熊本大会にて、一夜限りの現役復帰。YAMATO＆B×Bハルクとタッグを組み、斎藤了＆ドン・フジイ＆Gammaと対戦し、勝利した。

## 得意技
ワルサーP38
ゼニガタ

## 入場曲
- ルパン三世のテーマ